# Dorylus savagei
Dorylus savagei är en myrart som beskrevs av Carlo Emery 1895. Dorylus savagei ingår i släktet Dorylus och familjen myror.

## Underarter
Arten delas in i följande underarter:
- D. s. mucronatus
- D. s. savagei